# Matteo de’ Pasti

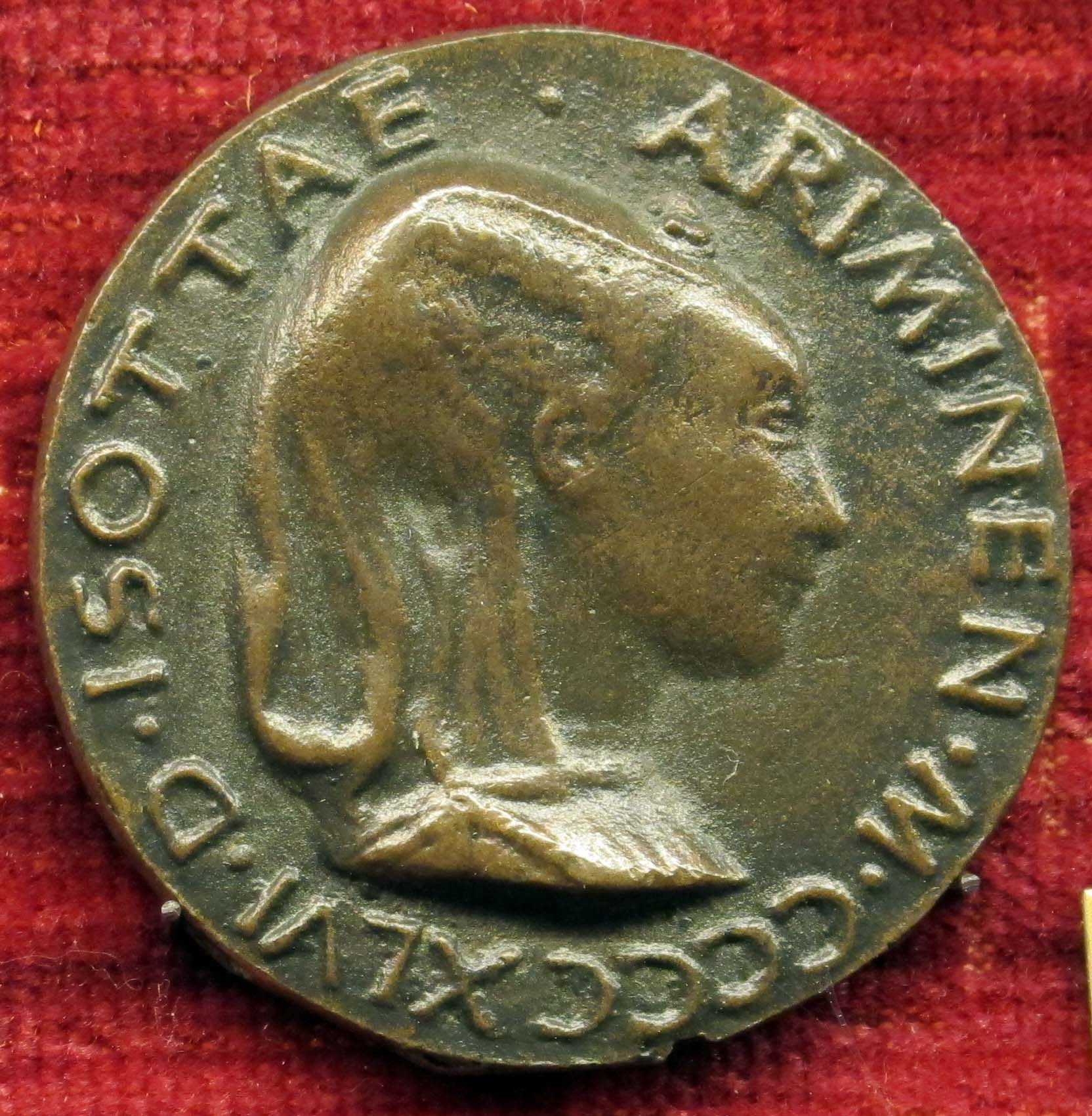
Matteo de' Pasti, Isotta degli Atti.

Matteo di Andrea de' Pasti (Verona, ca. 1410 - Rimini, 1467/1468) meestal Matteo de' Pasti genoemd, was een Italiaanse beeldhouwer, architect, miniaturist en medailleur.

## Familie
Wanneer Matteo werd geboren is niet gedocumenteerd. Zijn vooraanstaande familie was afkomstig van Ponton in Valpolicella, in de buurt van Verona, men gaat er dan ook van uit dat hij daar geboren werd. De onderzoekers weten wel dat hij in 1436 al 25 jaar was, wat zijn geboortedatum omstreeks 1410 plaatst.
Zijn grootvader Benedetto had drie zonen en werd daarna abt van het klooster van Badia Calavena. Zijn vader Andrea was medicus en chirurg en had van zijn vader Benedetto de feodale rechten geërfd op een aantal landerijen bij Erbé, uit het bezit van de abdij. Er zijn geen gedocumenteerde gegevens voorhanden over zijn moeder en de associatie met een dochter van Ginevra de’ Bardi uit Florence blijkt ongegrond te zijn. Drie van zijn zes broers begonnen een kerkelijke carrière en Matteo werd belast met het beheer van de gronden uit de erfenis van zijn vader.

## Carrière

### Miniaturist
Hij verhuisde op een bepaald moment naar Venetië van waar hij in 1411 een brief stuurde naar Piero di Cosimo de’ Medici, waarvoor hij bezig was met het verluchten van de Trionfi van Petrarca, een handschrift dat blijkbaar verloren gegaan is.
Tussen juni 1444 en maart 1446 is hij gedocumenteerd in Ferrara , waar hij samen met Giorgio d’Alemagna, Guglielmo Giraldi, Bartolomeo di Benincà en il Magnanino aan een breviarium voor Leonello d’ Este werkte. Dit breviarium dat beschouwd wordt als het bijzonderste werk uit de Ferrarese miniatuurkunst, wordt vereenzelvigd met het breviarium in de Llangattock collectie toen dat in 1958 verkocht werd. Het werd daarna ontmanteld en de losse miniaturen werden in de kunsthandel gebracht. Een deel dat nu bewaard wordt in de Houghton Library in Cambridge (Massachusetts), zou werk van Matteo bevatten. Ook in een Ab urbe condita van Titus Livius, nu in de Bibliothèque nationale de France als Ms. lat. 14360, herkennen kunsthistorici de hand van Matteo. Dit handschrift dat zou dateren tussen 1445 en 1447 bevat een aantal miniaturen die kunnen gezien worden als allusies op de overwinning van Sigismondo Malatesta op Francesco Sforza. Ze zouden aan de basis kunnen liggen van de relatie van Matteo met Malatesta, die tot aan de dood van de artiest zou blijven bestaan.

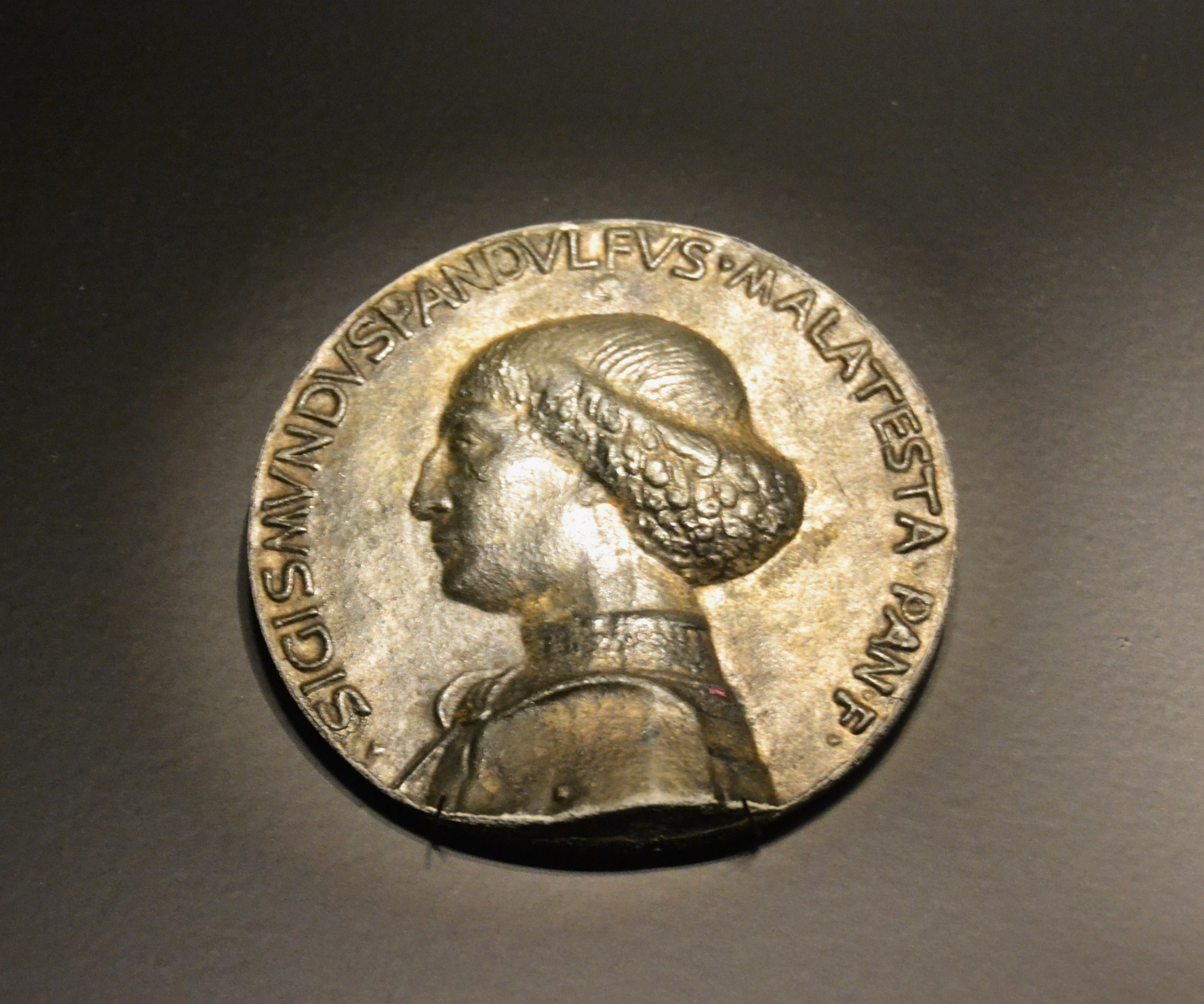
Matteo de' Pasti, Sigismondo Malatesta, Museu de Prehistòria de València.

### Architect
Het eerste document waaruit blijkt dat hij zich in Rimini gevestigd had is van 19 juni 1449; hierin was hij getuige in een notariële akte. Op 30 juni van datzelfde jaar verkoopt hij een huis in Verona en uit een document van 22 augustus 1449 blijkt dat hij gehuwd was met Lisa Baldegara van Rimini. Waarschijnlijk vestigde hij zich in Rimini als miniaturist en werd hij blijkbaar ook geapprecieerd als verfijnd medailleur, maar de basisreden voor zijn vestiging in Rimini waren waarschijnlijk de verbouwingswerken aan de kerk van San Francesco, die werd omgebouwd tot wat nu gekend is als de Tempio Malatestiano. De werken werden aangevat met de bouw van twee kapellen onder de leiding van Matteo, een nieuwe gewijd aan de heilige Sigismund en een verbouwing van de kapel van de engelen. De nieuwe kapel was bedoeld als mausoleum voor Sigismondo Malatesta en de Capella degli Angeli voor zijn toenmalige minnares Isotta degli Atti. Vanaf 1450 werd er besloten de kerk volledig te vernieuwen en werd Leon Battista Alberti bij het project betrokken. Matteo werkte met hem samen als coördinator van de werken en gaf leiding bij de uitvoering van het project. Het programma voor het beeldhouwwerk binnen de kerk wordt toegeschreven aan Matteo de' Pasti en werd voor een groot deel gerealiseerd door Agostino di Duccio en zijn atelier. De Tempio Malatestiano raakte nooit volledig afgewerkt.

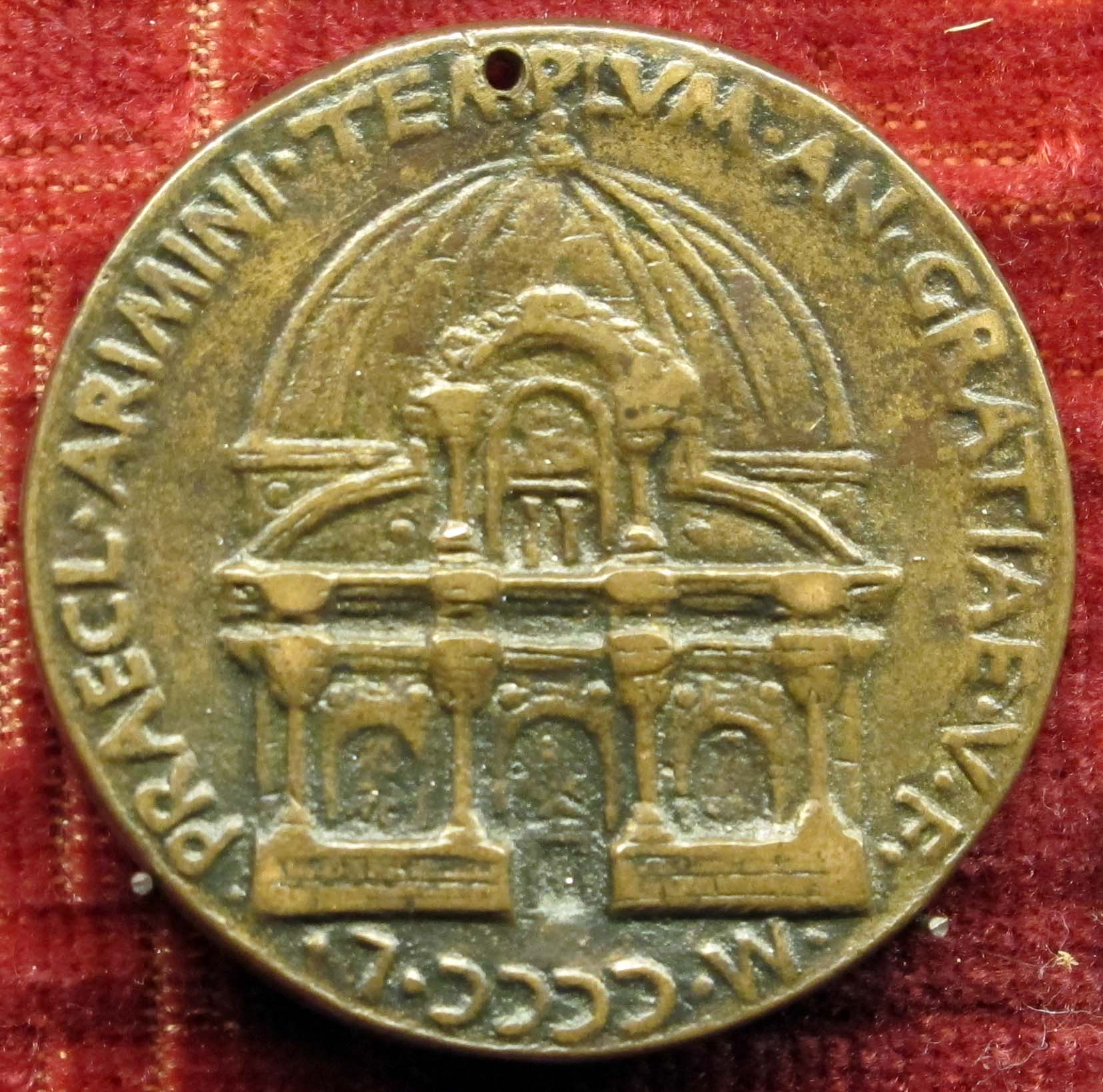
Matteo de' Pasti, medaille met de Tempio Malatestiano, 1450.

### Medailleur
Matteo maakte het concept van Pisanello, die medaillewerk zag als een vorm van kunst tot het zijne, maar er is toch een groot onderscheid tussen het werk van beiden. Zelfs als men medailles bekijkt van dezelfde grootte, met een gelijkaardig ontwerp en dezelfde diepte van het reliëf, is er een fundamenteel verschil. De medailles van Pisanello zijn ontworpen door een schilder die de grafische conventies aanpaste aan het nieuwe medium, die van Matteo zijn daarentegen geworteld in de beeldhouwkunst. De meeste medailles van Matteo waren afbeeldingen van Malatesta en van diens maîtresse Isotta wat aan zijn medailles een status van officieel werk voor het hof gaf.
In het vroege medaillewerk van Matteo is de invloed van Pisanello nog duidelijk zichtbaar, maar al snel kan men het werk van de kunstenaar zien evolueren naar meer plasticiteit en een zorgvuldigere ruimtelijke weergave. Men kan een duidelijke verschuiving van de gotische naar de renaissance kunst vaststellen. Matteo werd hierbij misschien beïnvloed door de aanwezigheid van Piero della Francesca in Rimini.
Er werden een groot aantal medailles toegeschreven aan Matteo de' Pasti teruggevonden onder de fundamenten van de pilaren in de grafkapel gewijd aan San Sigismondo, waarvan hij met de bouw begon in 1449, tijdens restauratiewerken aan de Tempio Malatestiano na de bombardementen in 1943. Matteo liet die medailles reproduceren zonder zijn signatuur erop. Blijkbaar wou hij zijn artistieke reputatie beschermen door de grote hoeveelheid medailles die gebruikt werden in de funderingen niet als originelen te signeren.

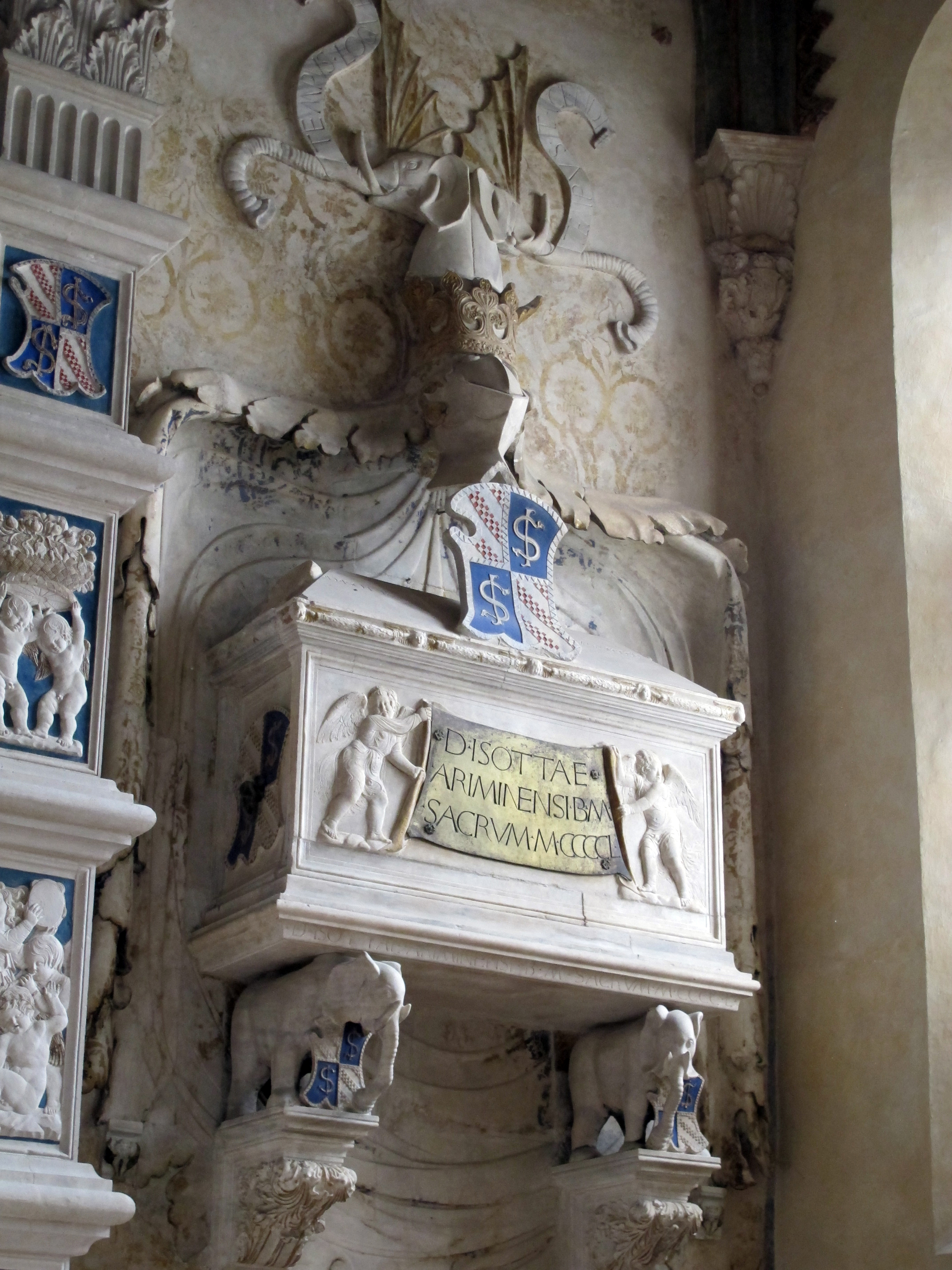
Grafmonument van Isotta degli Atti in de Cappella degli angeli van de Tempio Malatestiano.

## Laatste jaren
De banden met Sigismondo Malatesta werden steeds beter, in die mate dat de Florentijnse beeldhouwer Maso di Bartolomeo, hem in zijn memoires een compagno del detto signore (een vriend van de vernoemde heer) noemde en dat hij in een notariële akte van 1 juni 1454 gerefereerd werd als socio et familiare excelsi domini Sigismundi (partner en vriend van de zijne excellentie de heer Sigismund). Naast de werken aan de verbouwing van de San Francesco zijn er uit 1454 nog documenten die hem vermelden bij een inspectieronde van de verdedigingswerken in Senigallia, samen met Leon Battista Alberti. In de daarop volgende jaren wordt hij meerdere keren vermeld in notariële aktes, vooral in verband met kadastrale zaken. Zijn enige zoon stierf in 1458.
In 1461 werd hij door Sigismondo naar Mehmed II, de sultan van het Ottomaanse Rijk gestuurd om een portret en medailles van de vorst te maken Hij had een kopie van de De Re Militari van Roberto Valturio, pas gepubliceerd in 1472, als geschenk voor de sultan bij zich. Matteo werd op Cyprus door de Venetianen aangehouden voor ondervraging over wat zij zagen als een spionage zaak, en teruggestuurd naar Rimini in januari 1462. In 1464 leende hij aan de Venetiaan Pietro Delfino, het autografisch exemplaar van de Comentarii van Ciriaco d’Ancona. De kopie van het werk die toen gemaakt werd is het enige bewaarde exemplaar. Matteo werd nog vermeld in een document van mei 1467 maar in begin 1468 worden zijn weduwe Lisa en haar dochter Piera in zijn plaats genoemd in een akte.
- Bibliothèque nationale de France: cb16526015r (data)
- Stuttgart Database of Scientific Illustrators 1450–1950: 6991
- Gemeinsame Normdatei: 103126368
- International Standard Name Identifier: 0000 0001 2280 7049
- Library of Congress Control Number: nr99032240
- Nationale Bibliotheek van Polen: a0000003408493
- RKD-Nederlands Instituut voor Kunstgeschiedenis: 130046
- SNAC: w6fn2zq5
- Système universitaire de documentation: 113677596
- Union List of Artist Names: 500115432
- Virtual International Authority File: 61468980
- WorldCat: E39PBJcR9wvMTyrQxyHKByymVC